# Unit Moebius
Unit Moebius était un groupe d'artistes de musique électronique situé à La Haye (Pays-Bas). Les membres du groupe étaient Menno van Os, Guy Tavares (fondateur du label Bunker), Jan Duivenvoorden, Ferenc E. van der Sluijs (alias I-F et fondateur du label Viewlexx). Le style du groupe s'orientait particulièrement vers des rythmiques non dansantes et discrètes, une atmosphère froide et des sonorités industrielles.
Unit Moebius a su préserver une identité sonore, des textures originales, décalées par rapport aux modèles préexistants et déjà référencés. Evitant le piège de la technologie qui brille, leur musique s’est constituée simplement, sans basse redondante ni boîte à rythme assommante, pour ne garder que l’aspect squelettique et rugueux, bien loin de l’efficacité dancefloor. Unit Moebius prenait ainsi les danseurs à contre-pied au risque de ne pas devenir incontournable dans les raves.